# Distretto di Hopa
Il distretto di Hopa (in turco Hopa ilçesi) è uno dei distretti della provincia di Artvin, in Turchia.